# Povijest Kazahstana
Povijest Kazahstana seže još od vremena paleolitika. Kazahstan je najveća zemlja u potpunosti u sastavu Euroazijske stepe, te je bio raskrsnica značajnih puteva i dom različitih naroda tijekom povijesti, koji su na ovim prostorima formirali mnoge države i carstva. Od 18. do 20. stoljeća, nalazio se u sastavu Ruskoga Carstva, a kasnije i u Sovjetskom Savezu. Republika Kazahstan postoji od 1991. godine.

## Od prapovijesti do starog vijeka
Ljudska aktivnost u regiji započela je s izumrlim Pithecanthropusom i Sinanthropusom prije milijun – 800 000 godina pr. Kr. u planinama Karatau i kaspijskim i balkaškim područjima. Neandertalci su bili prisutni od prije 140 000 do 40 000 godina pr. Kr. u planinama Karatau i središnjem Kazahstanu. Moderni Homo sapiens pojavio se od prije 40 000 do 12 000 godina pr. Kr. u južnom, središnjem i istočnom Kazahstanu. Nakon završetka posljednjeg ledenjačkog razdoblja (prije 12.500 do 5.000 godina pr. Kr.), ljudsko se naselje proširilo cijelom zemljom i dovelo do izumiranja mamuta i vunastoga nosoroga. Komune lovaca za lov su koristile pripitomljene vukove i zamke.
Neolitičku revoluciju obilježila je pojava stočarstva i poljoprivrede, što je dovelo do kultura Atbasar, Kelteminar, Botai i Ust-Narym. Kultura Botai (3600. – 3100. pr. Kr.) zaslužna je za prvo pripitomljavanje konja, a u tom se razdoblju također pojavila keramika i alati od poliranog kamena. U četvrtom i trećem tisućljeću pr. Kr. početak je proizvodnje metala, proizvodnje bakrenih alata i upotrebe kalupa za lijevanje. U drugom tisućljeću pr. Kr. rudarstvo se razvilo u središnjem Kazahstanu.
Promjena klime natjerala je na masovno premještanje stanovništva u i izvan stepskoga pojasa. Sušno razdoblje koje je trajalo od kraja drugog tisućljeća do početka 1. tisućljeća pr. Kr. prouzročilo je depopulaciju sušnih pojaseva i područja riječno-dolinskih oaza; stanovništvo ovih područja preselilo se na sjever u šumsku stepu.
Nakon završetka sušnog razdoblja na početku prvog tisućljeća pr. Kr., nomadske populacije migrirale su u Kazahstan sa zapada i istoka, ponovno naseljavajući napuštena područja. Među njima je bilo nekoliko Indoiranaca, često zajednički poznatih kao Saka. 

## Od 4. do 18. stoljeća
Tijekom 4. stoljeća, Huni su kontrolirali Kazahstan, obuhvaćali 26 neovisnih teritorija i ujedinili brojne stepske i šumske narode u jedinstvenu državu. Huni su migrirali na zapad. Budući Kazahstan apsorbiran je u Kazaški Kanat i države sljednice.
Nekoliko neovisnih država procvjetalo je u Kazahstanu tijekom ranog srednjeg vijeka; najpoznatije su bile: Kangarska unija, Zapadni Turkijski Kaganat, država Oghuz Yabgu i Karahanidski Kaganat.
U 13. stoljeću, Kazahstan je bio pod vlašću Mongolskoga Carstva i ostao je u sferi mongolskih država nasljednica 300 godina.
Kazaški Kanat bio je nasljednik Zlatne Horde. Postojao je od 15. do 19. stoljeća, smješten uglavnom na teritoriju današnje Republike Kazahstan.

## Pod ruskom i sovjetskom vlašću
Sredinom 18. stoljeća Kazahstan je došao pod rusku vlast. Pridružio se Ruskom Carstvu 1873. Sljedećih godina bio je uključen u tri oblasti Ruskoga Carstva: Transkaspijsku oblast, oblast Semirečje i oblast Semipalatinsk.
Godine 1920. nastala je Kirgiska Autonomna Sovjetska Socijalistička Republika, koja je 1925. promijenila ime u Kazahstanska Autonomna Sovjetska Socijalistička Republika. Glad u Kazahstanu 1931. – 1933., uzrokovana sovjetskom politikom kolektivizacije, ubila je oko dva milijuna ljudi, od čega više od milijun Kazasa, čiji je udio u ukupnom stanovništvu KASS-a smanjen za četvrtinu. Godine 1936., ona je postala dijelom SSSR-a kao savezna republika. pedesetih godina započeta je agrarna reforma Nikite Hruščova. Nova zastava na snazi je od 24. siječnja 1953. godine. 1960.-ih, Kazahstanci su postali nacionalna manjina zbog masovnog priljeva ruskih doseljenika. U istom desetljeću uspostavljen je svemirski centar Bajkonur u Kazahstanu. Do 1993. godine nuklearno oružje testirano je na području oko Semeya. Godine 1986., povećao se antiruski osjećaj što je dovelo do nereda u glavnom gradu Almatiju. Tri godine kasnije, Nursultan Nazarbajev postao je čelnik Kazahstanske komunističke partije i uveo program ekonomskih i kulturnih reformi. Godinu dana kasnije postao je predsjednik. Kao rezultat raspada Sovjetskog Saveza 16. prosinca 1991., Kazahstan je proglasio neovisnost.

## Republika Kazahstan
Nakon proglašenja neovisnosti, Kazahstan se pridružio ZND-u. Kazahstan se 1992. pridružio Konferenciji o sigurnosti i suradnji u Europi (KESS). Započela je vanjska trgovina sa SAD-om, zemlja je postala dio Ujedinjenih naroda. Godinu dana kasnije, Kazahstan je objavio ustav, koji je izmijenjen i dopunjen dvije godine kasnije. Godine 1993. završena su ispitivanja atomskih bombi u blizini Bajkonura. Uz to, kazaški jezik postao je službeni jezik. Godinu dana kasnije započela je vanjska trgovina s Uzbekistanom. 
Godine 1998. grad Astana postao je nova prijestolnica države, umjesto Almatija. Tri godine kasnije, došlo je do političke krize. Zamjenik šefa Odbora za nacionalnu sigurnost dao je ostavku. Istodobno je uspostavljen oporbeni politički pokret. Papa Ivan Pavao II. posjetio je Kazahstan 2001. godine. Imangali Tasmagambetov postao je novi premijer 2002. godine. Godinu dana kasnije zamijenio ga je Danijal Ahmetov. Ukazom predsjednika od 26. listopada 2017. uvedena je naredba, da se kazahstanska ćirilica zamijeni latinicom do 2025. godine. Godine 2019. glavni grad Astana je preimenovana u Nursultan. Tri godine kasnije gradu je vraćeno prethodno ime.